# Boiancultuur
De Boiancultuur, ook bekend als Giuleşti-Mariţa of Mariţacultuur, is een neolithische archeologische cultuur (4300-3500 v.Chr.) van Zuidoost-Europa. Ze wordt vooral gevonden langs de benedenloop van de Donau in het huidige Roemenië en Bulgarije.

## Verspreiding
De Boiancultuur ontstond op de Beneden-Donauvlakte ten noorden van de rivier de Donau in het zuidoosten van Roemenië. Op haar hoogtepunt omvatte de cultuur nederzettingen in de Bărăgan en Donaudelta in Roemenië, de Dobroedzja in het oosten van Roemenië en het noordoosten van Bulgarije en de Donauvlakte en Balkan in Bulgarije. De cultuur reikte in het westen tot de Jiu op de grens van Transsylvanië in zuid-centraal Roemenië, in het noorden tot de Chilia-arm van de Donaudelta langs de grens met Oekraïne en de kust van de Zwarte Zee, en in het zuiden tot het Rodopegebergte en de Egeïsche Zee in Griekenland.
De typesite is gelegen op een eiland in het Boianmeer in Muntenië, ten noorden van de Donau.

## Chronologie
De Boiancultuur kwam voort uit twee eerdere neolithische groepen: de lokale Dudeşticultuur en de notenkopkeramiek-groep van de late oostelijke bandkeramische cultuur van de noordelijke Subkarpaten in Zuidoost-Polen en het westen van Oekraïne.
De Boiancultuur wordt verdeeld in vier stadia, vernoemd naar de typerende archeologische sites:
- Boian I - Bolintineanu-fase, 4300-4200 v.Chr.
- Boian II - Giuleşti-fase (ook: Giuleşti-Boiancultuur), 4200-4100 v.Chr.
- Boian III - Vidra-fase, 4100-4000 v.Chr.
- Boian IV - Spanţov-fase (ook: Boian-Gumelniţacultuur), 4000-3500 v.Chr.

De Boiancultuur eindigde met een geleidelijke overgang naar de Gumelnițacultuur. Elementen van de Boiancultuur mengden zich met de late Hamangiacultuur langs de Zwarte Zeekust en trokken naar het noordoosten, waar zij bijdroegen aan het ontstaan van de Cucutenicultuur.
Boian IV en Gumelniţa A1 kunnen als één enkele overgangsperiode worden beschouwd, Boian-Gumelniţa genoemd.

## Nederzettingen
Boian-nederzettingen bevinden zich meest bij rivieren en meren met rijke uiterwaarden, die vruchtbare grond voor landbouw boden. Drie verschillende typen structuren zijn gevonden:
- Tijdens fasen I en II waren de woningen weinig geordend, met ovale plattegrond, enkelvoudige daken en deels ingegraven in rivieroevers en kliffen.
- Tijdens fasen III en IV waren de woningen meer ontwikkeld, resulterend in kleine bouwwerken met verhoogde houten platformvloeren.
- Het derde type was groter, rechthoekig (tot 7 bij 3,5 m) met vitsen en lemen muren en houten platvormvloeren met een leembedekking, en zadeldaken die tot op de grond reikten.

Tijdens fase III en IV ziet men de eerste grotere nederzettingen verschijnen, welke resulteren in de eerste nederzettingsheuvels in deze regio.
Deze nederzettingen werden meestal gebouwd op hoge, steile terrassen of kliffen boven de uiterwaarden van altijd dichtbij gelegen rivieren of meren. De huizen vertonen meer geavanceerde elementen zoals verhoogde platformvloeren, binnenmuren beschilderd met rode en witte geometrische patronen, beschilderde lemen meubels en kleiovens binnenshuis.
Later nederzettingen tonen soms tekenen van versterkingen in de vorm van diepe, brede defensieve greppels.
Fase III toont tekenen van een sociale stratificatie in de afmetingen en locaties van de woningen, welke in concentrische rijen rond een centrale locatie gebouwd werden.
In fase IV nam het aantal aan de oppervlakte gebouwde huizen toe in verhouding tot de half-ondergrondse, en de nederzettingen groeiden tot een maximum aantal inwoners van rond 150 personen.

## Economie
De economie was gebaseerd op akkerbouw en veeteelt naast jacht, verzamelen en visserij.
De nabijheid van loofbossen en steppevegetatie bood een goed aanbod van wild, brandstof, gereedschappen, en bouwmateriaal voor de huizen, terwijl de nabijheid van rivieren, meren en moerassen een goede bron van gevogelte en vis leverde, zowel als steen en klei van de oevers.
Er is archeologisch bewijs voor het gebruik van oerossen, runderen, wolven, honden, geiten, reeën, bevers, edelherten, wilde paarden, hazen, dassen, schapen, varkens, wilde zwijnen, zoetwatermosselen en vossen voor voeding, kleding of beenderen gereedschappen.

## Materiële cultuur

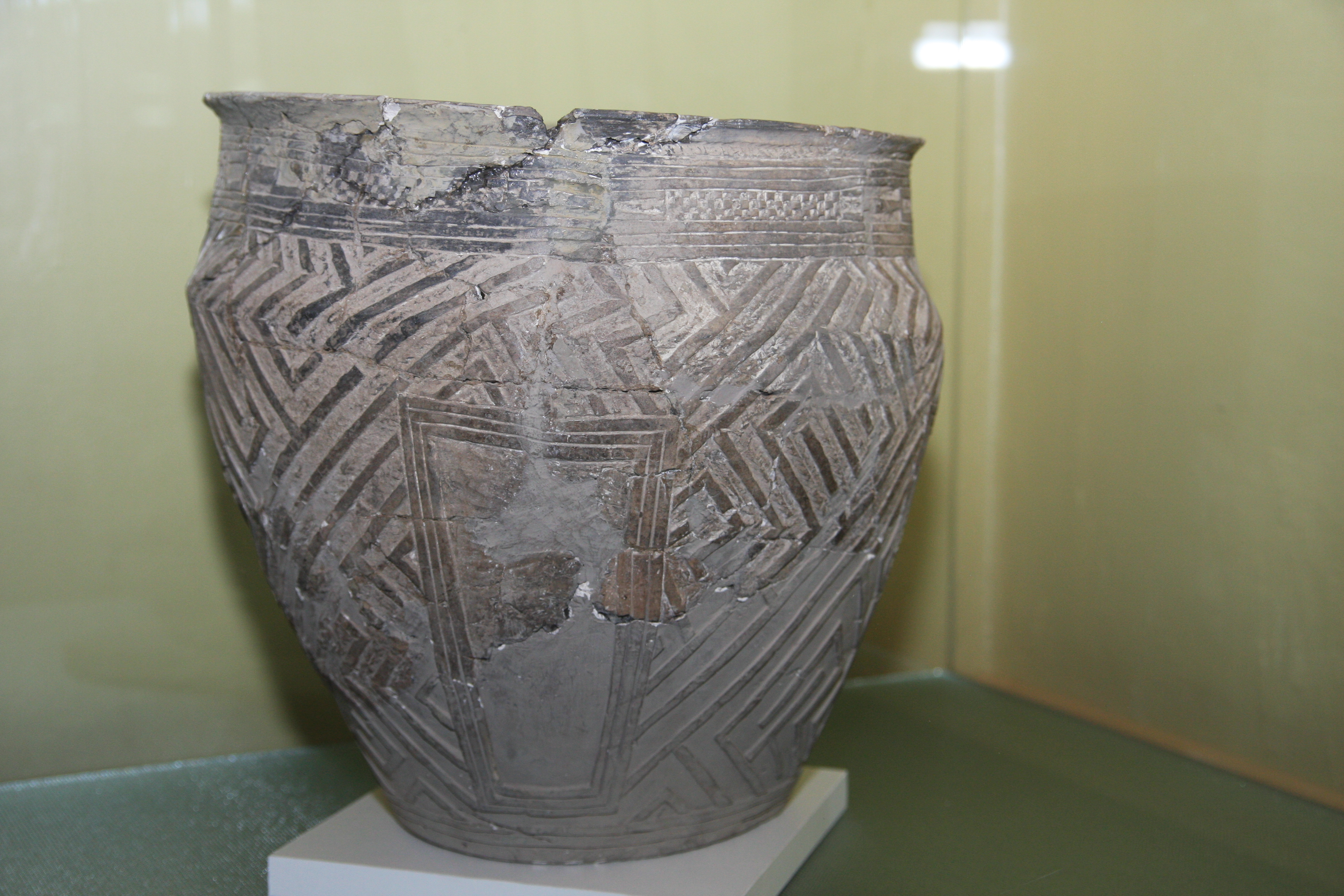
Boian-aardewerk in het museum van Piatra Neamt

Het aardewerk vertoond invloeden van de voorafgaande culturen: schaakbordpatronen en cannelures van de Dudeşticultuur, kleine driehoekjes van de muzieknotenkeramiek.
Het zwarte of grijze aardewerk werd na het bakken gepolijst en versierd met ingekerfde of verhoogde geometrische vormen, vaak ingelegd met witte klei. Plaatselijk is ook rood met wit ingelegd aardewerk gevonden. 
Vanaf fase III werd grafiet gebruikt ter decoratie. Na fase III begon de kwaliteit van het aardewerk minder te worden.
Gedurende de hele periode werden stenen werktuigen gebruikt, aangetoond door afslagmateriaal gevonden naast verschillende types van vuurstenen en gepolijste stenen werktuigen.
Tegen het einde van haar bestaan begint men ook koperen artefacten te vinden, gemaakt van het hoogwaardige koper uit het Balkan-gebergte. Er is bewijs voor kopermetallurgie, dientengevolge overbrugde deze cultuur de overgang van het neolithicum tot de kopertijd.
In tegenstelling tot de opvolgende culturen zijn er niet veel beeldjes of figurines gevonden. Desalniettemin werd het oudste beenderen beeldje in Roemenië gevonden op de Cernica-site, welke teruggaat tot fase I.